# Вопрос (DC Comics)
Вопрос (англ. Question) — имя, использовавшееся несколькими супергероями комиксов во Вселенной DC. Оригинальный персонаж был создан Стивом Дитко и впервые появился в «Blue Beetle» #1 (июнь 1967). Изначально созданный для «Charlton Comics», он был приобретён «DC Comics» и включён во Вселенную DC.

## Вымышленная биография

### Вопрос I
Вопрос — один из наиболее философски сложных супергероев. Как неутомимый противник порчи общества, Вопрос был адептом объективизма в течение своей карьеры второстепенного героя в «Charlton Comics» (во многом как более раннее создание Дитко, Мистер Эй). В признанной личной серии от DC (1987-1990 гг.) у персонажа развилась дзеноподобная философия.
В серии комиксов «The New 52» рассказывается история Вопроса:
«Чарльзу Виктору Зсасзу всегда нужны были ответы. Кем были его родители? Почему они бросили его? Как он переживёт своё детство… …и каким человеком он станет? В качестве Вика Сэйджа он избрал своей профессией карьеру ведущего самостоятельные расследования в охваченном преступностью загнивающем городе Хаб-Сити. Это была простая работа. Коррупцию в Хаб-Сити было несложно найти, хотя она чертовски не желала раскрываться. И чтобы выполнять эту работу и жить, рассказывая о своих открытиях, требовалась некоторая мера анонимности».

### Вопрос II
Бывшая полицейская из Готэма Рене Монтойя стала преемницей Вика Сэйджа. Сначала она путешествовала вместе с оригинальным героем по миру, а после его смерти приняла на себя миссию Сэйджа. Часто она работает в паре с Бэтвумен.
Во время Финального Кризиса Рене помогала Спектру, носителем которого оказался её бывший погибший напарник.

## Влияние
Как и другие персонажи «Charlton Comics», Вопрос стал прототипом одного из персонажей графического романа «Хранители» — Роршаха.

## Вне комиксов

### Телевидение
- Виктория Картагена сыграла роль Рене Монтойя в телесериале «Готэм».
- Появляется в эпизодической роли в мультфильме «Скуби-Ду и Бэтмен: Отважный и смелый» 2018 года.